# Regina Schörg
Regina Schörg (* 12. Jänner 1969 in Wien) ist eine österreichische Opernsängerin (Sopran) und Gesangspädagogin.
Schörg studierte von 1989 bis 1992 am Konservatorium der Stadt Wien bei Margret Zimmermann (später nahm sie auch Unterricht bei Renate Holm, Patricia Wise, KS Olivera Miljakovic, Antonio Carangelo und zuletzt bei KS Artur Korn). Anschließend ging sie an das Landestheater Linz, wo sie in Operetten von Dostal und Strauß sowie als Marie in der Verkauften Braut auftrat.
Von 1997 bis 1999 war sie an der Wiener Volksoper engagiert, von dort wechselte sie an die Wiener Staatsoper, wo sie als Eudoxie in Halévys La juive mit Soile Isokoski und Neil Shicoff auf der Bühne stand (CD- und TV-Aufzeichnung).
Zu ihren wichtigsten Rollen gehören Mozarts Partien für den (dramatischen Koloratur-)Sopran, darunter die Elettra in Idomeneo, Konstanze in Die Entführung aus dem Serail, Contessa in Le nozze di Figaro, Pamina in Die Zauberflöte, Donna Elvira (unter Riccardo Muti) Donna Anna in Don Giovanni, Fiordiligi in Così fan tutte, Vitellia in La clemenza di Tito (u. a. in der Komischen Oper Berlin und im Gran Teatre del Liceu in Barcelona) sowie die Violetta in Verdis La traviata und die Titelrolle in Donizettis Lucia di Lammermoor.
Immer wieder trat sie in Raritäten des Opernrepertoires auf, so als Kunigunde in Louis Spohrs Faust 1999, in Verdis Luisa Miller in der Titelrolle und in Jacques Offenbachs erster vollständiger Aufführung und Einspielung der Rheinnixen als Armgard (Montpellier 2002). Erfolgreich arbeitete sie auch mit Regisseuren wie Harry Kupfer, Günter Krämer und Calixto Bieito zusammen.
1999 war Schörg die Künstlerin der Eröffnungszeremonie des Wiener Opernballs. Konzert-Auftritte fanden außer in Österreich u. a. in Paris, München, Tokio, Berlin und Helsingborg statt. Besonderen Erfolg hatte sie auch bei Operngastspielen in Australien.
2014 war Regina Schörg bei den Opernfestspielen in Jennersdorf/Burgenland in „Die Hochzeit des Figaro“ zu erleben. Unter der Regie von Robert Herzl sang sie die Partie der Marcellina.